# كوبان (مركب كيميائي)
كوبان هو مركب كيميائي مصطنع لا يوجد في الطبيعة، له الصيغة C8H8، وتكون بنيته الجزيئية على شكل مكعب تكون رؤوسه من ذرات الكربون، مع ارتباط ذرة هيدروجين واحدة بكل ذرة من ذرات الكربون. يصنف الكوبان ضمن الهيدروكربونات الأفلاطونية.

## التحضير
حضر مركب الكوبان لأول مرة سنة 1964 من قبل الكيميائي فيليب إيتون Philip Eaton من خلال اصطناع عضوي من ثلاث مراحل. انطلق إيتون في طريقة التحضير من مركب حلقي البنتينون (1) الذي يحضر بإجراء عملية بَرْوَمَة (إضافة ذرة بروم) من خلال تفاعل فول-تسيغلر Wohl–Ziegler reaction باستخدام كاشف N-بروموسكسينيميد للحصول على المستبدل البرومي الأحادي (2). يحصل بعد ذلك عملية برومة باستخدام عنصر البروم من أجل الوصول إلى المستبدل الثلاثي من البروم للمركب (3)، والذي تجرى عليه عملية نزع هالوجين هيدروجينية للحصول على مركب 2-بروم حلقي البنتاديينون (4):
في الخطوة الأولى من تفاعل تحضير الكوبان تجري عملية ديمرة لمركب 2-بروم حلقي البنتاديينون من خلال تفاعل ديلز-ألدر للحصول على الديمر (2)، ثم تتم حماية مجموعتي الكربونيل باستخدام مركب غليكول الإيثيلين (2a). بعد ذلك وبشكل انتقائي تتم حلمهة مجموعة الأسيتال الداخلية بحيث يتشكل المركب (3)، والذي بدوره يخضع إلى عملية إضافة حلقية كيميائية ضوئية [2+2] ضمن الجزيء نفسه بحيث نحصل على شكل الكيتون البرومي (4):
في الخطوى التالية من تفاعل تحضير الكوبان تحدث عملية إعادة ترتيب فافورسكي Favorskii rearrangement على مركب الكيتون البرومي (4) بحيث نحصل على شكل حمض كربوكسيلي (5)، والذي يجول بدوره إلى شكل إستر حمض بيروكسي (6)، ثم تجري عليه عملية نزع الكربوكسيل بالمعالجة الحرارية للحصول على المركب (7):
بعد ذلك في خطوة تالية تتم حلمهة مجموعة الأسيتال المتبقية بحيث تحصل على الكيتون البرومي (8)، والذي يجري عليه تفاعل إعادة ترتيب فافورسكي مرة أخرى للحصول على الحمضض الكربوكسيلي (9)، ومن ثم على إستر حمض بيروكسي (10)، والذي يعالج حرارياً للحصول على مركب الكوبان المطلوب (11):
يمكن أن يتم تحضير الكوبان باستخدام طريقة تحضير أخرى مختصرة للحصول على حمض كوبان ثنائي الكربوكسيل. يبدأ التحضير بهذه الطريقة من مركب حلقي البنتانون، والذي يحول في البداية إلى كيتال، ثم تجري عليه عملية برومة ثم نزع هالوجين هيدروجينة ثم تفاعل ديلز-ألدر ثم تفاعل إضافة حلقية كيميائية ضوئية [2+2] ثم بإجراء حلمهة قلوية:
بعد ذلك يحول حمض ثنائي كربوكسيل الكوبان إلى الكوبان من خلال نزع مجموعات الكربوكسيل بالتحويل إلى إستر ثم بالحلمهة. يمكن الحصول على الكوبان من التفكك الضوئي لمركب إستر حمض ثيو هيدروكسام: